# Cas Jimmy

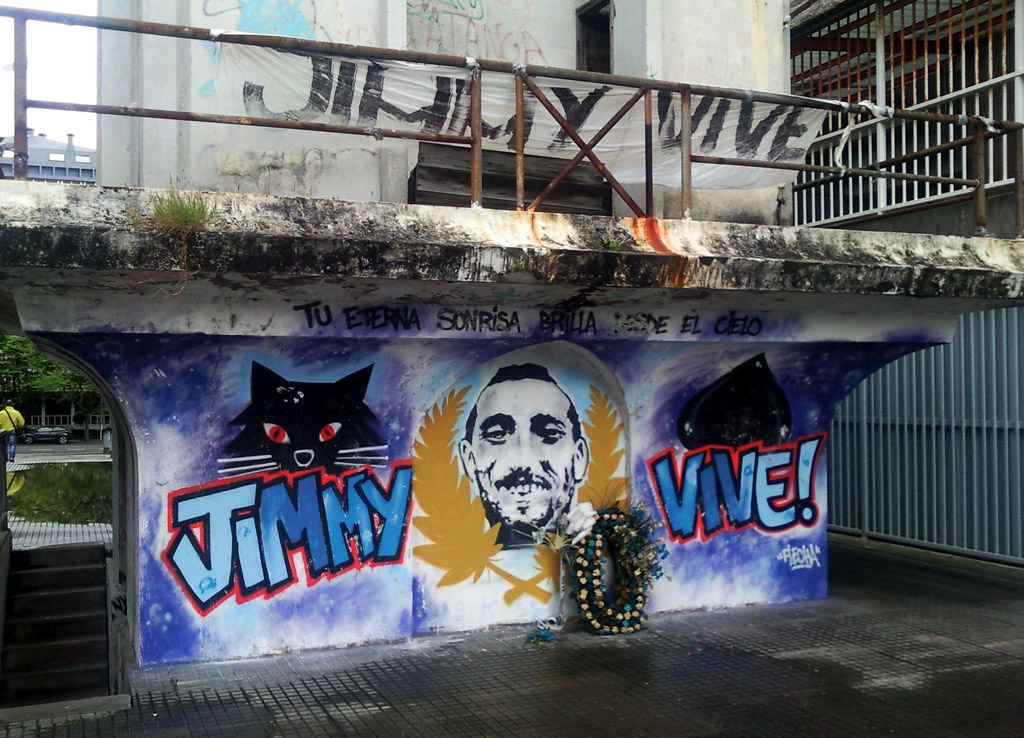
Pintada en homenatge a Jimmy als voltants de l'Estadi de Riazor, La Corunya

Amb el nom de cas Jimmy es coneixen els successos relacionats amb l'assassinat de Francisco Javier Romero Taboada "Jimmy" el 30 de novembre de 2014 a Madrid. Jimmy, un ultra pertanyent als Riazor Blues (seguidors radicals del Reial Club Deportivo de La Corunya). S'havia desplaçat a Madrid per a assistir, la data dels fets, al partit que disputava el club del qual era seguidor contra el Club Atlètic de Madrid a l'estadi Vicente Calderón, partit corresponent a la 13a jornada de la Primera Divisió d'Espanya 2014-15. Aquell matí, els membres de Riazor Blues es van veure embolicats en una baralla multitudinària contra membres del Frente Atlético a Madrid Rio.
En el transcurs de la baralla, Jimmy va ser llançat al riu Manzanares per membres del Frente i va morir per un fort traumatisme cranioencefàlic.

## Jimmy
Francisco Javier Romero Taboada "Jimmy", era un corunyès de 41 anys i pare d'un fill. Formava part des de la seva fundació dels Riazor Blues, el grup ultra de seguidors del Reial Club Esportiu de La Corunya i dins d'aquests, era membre de la secció anomenada "Los Suaves", la secció més violenta i radical dels seguidors blanc-i-blaus.
La seva veterania dins dels Riazor Blues li va valer el sobrenom de "El Abuelo" (L'Avi). Havia participat en nombroses baralles i tenia antecedents policials per violència i tràfic d'estupefaents.

## Baralla
El 30 de novembre de 2014 es disputava a les 12:00 a l'estadi Vicente Calderón de Madrid la trobada corresponent a la 13a jornada de la Primera Divisió 2014-15. Membres dels Riazor Blues i del Frente Atlético s'havien citat al voltant de les 08.00 d'aquell dia, a través de xarxes socials, per agredir-se mútuament. Ambdós grups pertanyen al moviment ultra i s'identifiquen amb ideologies polítiques contràries: el Frente Atlético com a grup ideològicament afí als postulats de l'extrema dreta, mentre que els Riazor Blues a l'extrema esquerra.
La baralla va ser tumultuària i continuada, de manera que van quedar diverses persones ferides, algunes per arma blanca. En aquest escenari, diversos membres dels Riazor Blues (entre els quals es trobava Jimmy) van ser llançats al riu Manzanares.
Jimmy va quedar ferit amb diversos traumatismes al cap i l'abdomen, amb lesions encefàliques i abdominals i amb estrip esplènic i hemorràgia aguda, cosa que va acabar per causar-li la mort.

## Investigació judicial

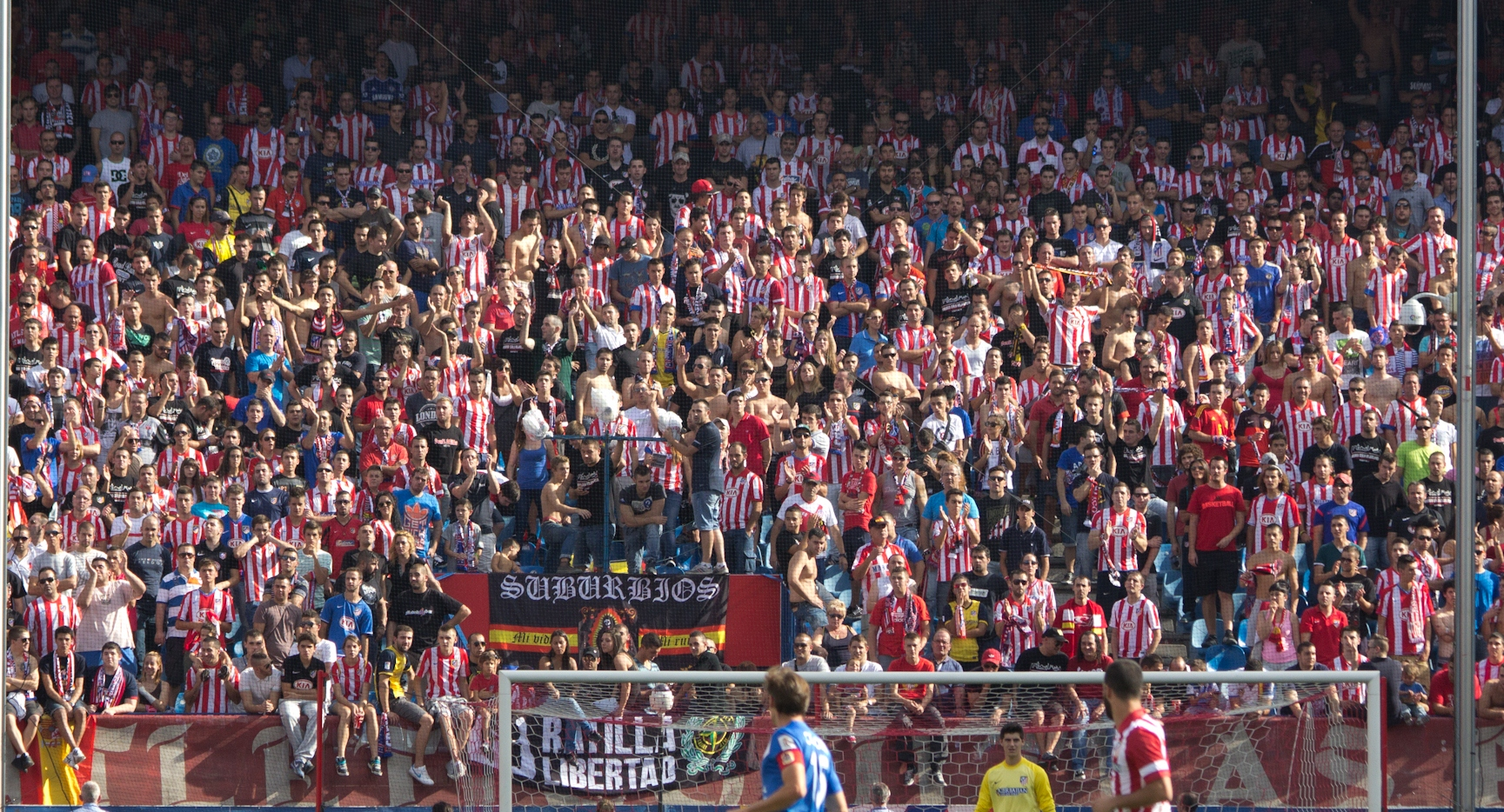
El Frente Atlético a les grades de l'Estadi Vicente Calderón.

El Jutjat d'Instrucció Núm. 20 de Madrid va arxivar el juny de 2018 la causa relacionada a l'"homicidi i lesions" en què es trobava la investigació per la mort de Jimmy i les lesions patides per un altre ultra del Deportivo de La Corunya, també llançat al Manzanares. El jutge va argumentar que resultava impossible determinar la identitat dels autors amb les proves aportades, entre les quals hi ha un vídeo de la baralla.
El setembre del 2018 el mateix jutjat va desestimar les actuacions contra 87 investigats en el cas en relació amb el delicte de baralla tumultuària, ja que "no resultava degudament acreditada la perpetració del delicte que va donar lloc a la causa". Es manté la causa pel delicte de baralla tumultuària contra vuit investigats i contra dos més pels delictes d'atemptat a l'autoritat i lesions.